# Hans Ulrich Klintzsche
Hans Ulrich Klintzsch (4 de novembro de 1898 - 17 de agosto de 1959) foi um tenente naval da Brigada Erhardt. De Agosto de 1921 até Maio de 1923, Klintzsch assumiu o posto de "Oberste SA-Führer" (Líder Supremo da SA), quando retornou à Brigada Erhardt e deixou o posto para Hermann Göring.
A Brigada Erhardt também suportou a SA proporcionando treinamento e também financiando certas partes de suas atividades.
Foi Klintzsch quem enviou a Berlim Franz Jaenicke, para que este fundasse o Partido Nazista.
Em 1920, Klintzsch tomou parte do Putsch de Kapp. Klintzsch fez ainda parte do Cônsul de Organização, uma organização ultra-nacionalista formada pelos membros da Brigada Erhardt, a mesma responsável pelo Putsch de Kapp. A organização operou na Alemanha durante 1921 e 1922.
Klintzsch recreeou a SA como uma "nova Freikorps", que deveria martelar os "vermelhos" e afastar os oponentes durante as reuniões políticas.
Durante 1921, foi devido aos trabalhos de Röhm e de Klintzsch que a natureza militar do NSDAP cresceu. Foi graças a Klintzsch que a SA adotou uma política de expansão nazista, e foi também graças a Klintzsch que o partido abusou da violência, do medo e da intimidação contra o partido comunista.
Entretanto, ainda que a SA de Klintzsch fosse submissa ao partido, a organização não era inicialmente diretamente submissa a Adolf Hitler, pois os membros da SA não possuiam qualquer respeito pela fineza da política.
Em Janeiro de 1923, ainda sob o comando de Klintzsch, a SA marchou oficialmente sob os olhos de Hitler no primeiro encontro nacional do NSDAP. Aí então a SA possuía 6000 homens distribuídos em quatro regimentos, e em apenas um mês já existiam recrutas suficientes para formarem um quinto regimento.
Foi assim, em um esforço para aumentar o controle sobre a tão rapidamente crescente organização, que em maio de 1923 Hitler nomeou Hermann Göring para o cargo de Oberste SA-Führer.